# شط الديوانية
شط الديوانية أو نهر الديوانية هو نهير متفرع من ذنائب شط الحلة المتفرع من الفرات في محافظة القادسية، بالعراق طوله 135 كيلومتراً، منها 121 كيلومتراً في محافظة القادسية، وعرضه بين 20 و 25 متراً، وعمقه بين مترين وأربعة أمتار، ينتهي عند مفترق فرعَي الكطعة وأبي صخير، فُتح سنة 1688م الموافقة 1100 الهجرية، وكان مجراه يُسمى قبل ذلك نهر الرمّاحية، قال جاسم محمد الخلف في كتابه (جغرافية العراق الطبيعية) "فاعتباراً من جنوب المسيب يتفرع نهر الفرات إلى فرعين كبيرين بينهما فرع الحلة الذي يجري إلى الجنوب الشرقي ماراً بمدينتي الحلة والهاشمية، وبعد الهاشمية يتفرع إلى فرعين أحدهما يسمى بنهر عفك يتجه نحو الشرق والثاني يسمى بنهر الديوانية ويتجه نحو الجنوب. يمرّ شط الديوانية بعدة مدن، أهمّها: خان الجدول والديوانية والإمام الحمزة والرميثة.
| اسم الجدول      | طوله كيلومتراً | مجراه     |
| النورية         | 20            | الديوانية |
| الشافعية الحديث | 30            | الديوانية |
| الحفار الصغير   | 12.5          | الديوانية |
| الشافعية القديم | 6             | الديوانية |
| النجمي          | 10            | الرميثة   |
| العارضيات       | 18            | الرميثة   |
| القزويني        | 18            | الرميثة   |
| أبو صخير        | 5             | الرميثة   |
| الكعطة الرئيسية | 4             | الرميثة   |
| الزيادي         | 9             | الرميثة   |
| الخضيراوي       | 5             | الرميثة   |
| خويسة           | 6.8           | الرميثة   |
| الكطعة الفرعية  | 9             | الرميثة   |
| الحجيمي         | 22            | الرميثة   |
| العوجة          | 13.5          | الرميثة   |